# Första bremiska kriget
Första bremiska kriget var en konflikt mellan Sverige och den fria riksstaden Bremen som ledde till ett mycket begränsat krig 1653–1654.  

## Bakgrund
Sverige erhöll efter Westfaliska freden hertigdömet Bremen, men själva staden Bremen som av tradition hade åtnjutit omfattande självstyre hade brutits ur hertigdömet Bremen 1646 när det stod klart att detta skulle avträdas till Sverige. Bremens sent tillkomna frihetsbrev erkändes dock inte av Sverige vilket innebar att förhållandet mellan Bremen och den svenska kronan blev oklart och spänt de följande decennierna. Sverige hade visserligen i westfaliska freden förbundit sig att lämna Bremens gamla kyrkliga och politiska fri- och rättigheter oantastade, men gjorde sedermera anspråk på en viss överhöghet (det fordrade bland annat hyllning och att få inlägga en besättning i staden). 

## Krigets förlopp
I slutet av mars 1654 beordrade Drottning Kristina Hans Christoff Königsmarck, guvernör i området, att besätta orten Burg nära Bremen. Kristina abdikerar och Karl X Gustav vill få ett snabbt slut på konflikten. Königsmarck hade på hösten 1653 bett drottningen om tillstånd att bygga ett antal kraftiga skansar nära staden. Kristina accepterade förslaget, dock utan att först höra riksrådets uppfattning. Königsmarck avsåg att bygga den första skansen norr om Bremen vid Burg (tidigare stadsdel i Bremen) på floden Weser östra sida. Därifrån kunde svenskarna behärska alla transporter från Nordsjön till staden. Bremenborna fick reda på planerna och skyndade sig att själva bygga en skans på den av svenskarna planerade platsen. I skansen lade de in en stark besättning och ett flertal kanoner. 
Königsmarck kunde inte acceptera detta utan belägrade skansen och utsatte den för kraftig kanoneld under en längre tid. Den 2 april 1654 kapitulerade skansen. Königsmarck lät sedan bygga ytterligare några skansar utefter Weser för att kunna kontrollera seglationen. Svenska trupper i nordvästra Tyskland samlades under våren runt Stade beredda att angripa Bremen. I Bremen hade en mobilisering genomförts och borgarna försetts med vapen. Till denna borgarkår kom 3 500 soldater. Dessa anföll på natten den 14 juli den svenska skansen vid Burg och tog den samt närmare 20 kanoner. Sedan gav de sig ut och plundrade området söder om staden. Svenskarna planerade att hämnas nederlaget och förstärkte sitt artilleri. En trupp 1 500 man sändes till Tyskland. Från Pommern drogs ytterligare soldater och i mitten av augusti tågade 3 000 svenska infanterister och 500 ryttare mot Burg. Väl framme vid skansen började de svenska kanonerna att dundra och den 5 september kapitulerade besättningen. Vid samma tid hade huvuddelen av den svenska armén inringat Bremen och var beredd att anfalla staden då borgarna till slut gav upp. Den 28 november 1654 slöts ett stillestånd och fredsförhandlingar inleddes som resulterar i recessen i Stade. Enligt recessen skulle staden Bremen ställa sig under de svenska kungarna på samma sätt som den ställt sig under de forna bremiska ärkebiskoparna.